# Colmenar del Arroyo
Colmenar del Arroyo („Bienenstock am Bach“) ist eine Kleinstadt und Sitz einer zentralspanischen Gemeinde (municipio) mit 2.015 Einwohnern (Stand: 2024) im Westen der Autonomen Gemeinschaft Madrid.

## Lage und Klima
Die Kleinstadt Colmenar del Arroyo liegt an einem durch den Ort führenden Bach (arroyo) ca. 55 km (Fahrtstrecke) westlich von Madrid in einer Höhe von ca. 685 m. Das Klima ist meist warm; Regen (ca. 550 mm/Jahr) fällt überwiegend im Winterhalbjahr.

## Bevölkerungsentwicklung
| Jahr      | 1857 | 1900 | 1950 | 2000 | 2021 |
| Einwohner | 415  | 463  | 553  | 871  | 1875 |

Wegen seiner Lage im Großraum Madrid ist die Einwohnerzahl des Ortes seit den 1950er Jahren deutlich angestiegen.

## Wirtschaft
Die Landwirtschaft spielte seit jeher die wichtigste Rolle für die – früher weitgehend als Selbstversorger lebende – Bevölkerung der Region, doch bereits im Mittelalter entwickelten sich allmählich auch der Kleinhandel sowie Handwerk und Dienstleistungsgewerbe. Ein wichtiger Wirtschaftszweig war lange Zeit die Honiggewinnung. Seit der zweiten Hälfte des 20. Jahrhunderts erlebt auch der Bausektor einen gewissen Boom.

## Geschichte
Antike, westgotische und maurische Funde wurden bislang nicht gemacht und so ist es wahrscheinlich, dass der Ort erst nach der Rückeroberung (reconquista) der Region durch die Soldaten Alfons’ VI. im ausgehenden 11. Jahrhundert entstand.

## Sehenswürdigkeiten

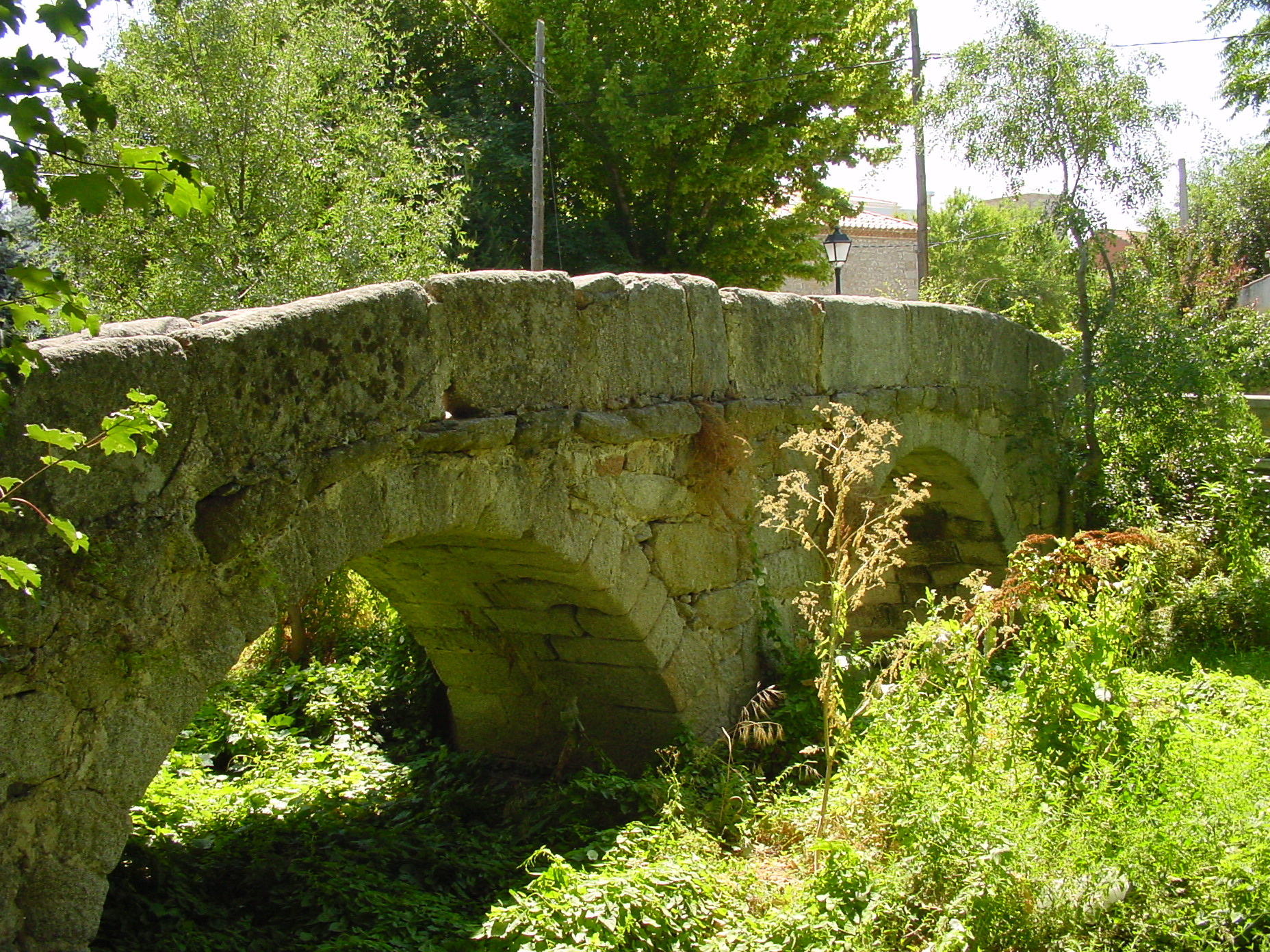
Puente del Caño

- Eine im Jahr 1539 erteilte bischöfliche Genehmigung führte zum Bau der im Jahr 1615 fertiggestellten Iglesia de Nuestra Señora de la Asunción. Das Kirchenschiff und die polygonal gebrochene Apsis der der Himmelfahrt Mariens geweihten Kirche wird von einem offenen Dachstuhl überspannt. Ihre insgesamt geradlinige und schmucklose Architektur entspricht in vielem dem Herrera-Stil des ausgehenden 16. Jahrhunderts.[5]
- Die romanische Ermita de San Vicente war die ehemalige Pfarrkirche des Ortes; sie dient heute als Friedhofskapelle und wird von einem Glockengiebel (espadaña) dominiert.
- Die Puente de la Fragua ist eine einbogige, in der Mitte deutlich erhöhte mittelalterliche Brücke über den örtlichen Bach.[6]
- Die zweibogige und zusätzlich von rechteckigen Durchlässen begleitete Puente del Caño ist dagegen eine insgesamt eher geradlinige Konstruktion.[7]
- Am Ortsrand steht ein Hufpflegestand (potro de herrar) zur Pflege der Tierhufe.